# Gran Premio de San Marino de Motociclismo de 2012
El Gran Premio de San Marino de Motociclismo de 2012 (oficialmente: GP Aperol di San Marino e Riviera di Rimini) fue la decimotercera prueba del Campeonato del Mundo de Motociclismo de 2012. Tuvo lugar en el fin de semana del 14 al 16 de septiembre de 2012 en el Circuito de Misano Marco Simoncelli, situado en la comuna de Misano Adriatico, región de Emilia-Romaña, Italia.
La carrera de MotoGP fue ganada por Jorge Lorenzo, seguido de Valentino Rossi y Álvaro Bautista. Marc Márquez fue el ganador de la prueba de Moto2, por delante de Pol Espargaró y Andrea Iannone. La carrera de Moto3 fue ganada por Sandro Cortese, Luis Salom fue segundo y Romano Fenati tercero.

## Resultados

### Resultados MotoGP
| Pos.! N.º | Piloto | Constructor      | Vueltas    | Tiempo | Parrilla  | Puntos |    |
| --------- | ------ | ---------------- | ---------- | ------ | --------- | ------ | -- |
| 1         | 99     | Jorge Lorenzo    | Yamaha     | 27     | 42:49.836 | 2      | 25 |
| 2         | 46     | Valentino Rossi  | Ducati     | 27     | +4.398    | 6      | 20 |
| 3         | 19     | Álvaro Bautista  | Honda      | 27     | +6.055    | 5      | 16 |
| 4         | 4      | Andrea Dovizioso | Yamaha     | 27     | +6.058    | 7      | 13 |
| 5         | 11     | Ben Spies        | Yamaha     | 27     | +7.543    | 8      | 11 |
| 6         | 6      | Stefan Bradl     | Honda      | 27     | +13.272   | 4      | 10 |
| 7         | 69     | Nicky Hayden     | Ducati     | 27     | +40.907   | 10     | 9  |
| 8         | 56     | Jonathan Rea     | Honda      | 27     | +43.162   | 9      | 8  |
| 9         | 14     | Randy de Puniet  | ART        | 27     | +1:09.627 | 12     | 7  |
| 10        | 51     | Michele Pirro    | FTR        | 27     | +1:13.605 | 15     | 6  |
| 11        | 5      | Colin Edwards    | Suter      | 27     | +1:16.695 | 20     | 5  |
| 12        | 68     | Yonny Hernández  | BQR        | 27     | +1:19.073 | 18     | 4  |
| 13        | 77     | James Ellison    | ART        | 27     | +1:19.408 | 16     | 3  |
| 14        | 9      | Danilo Petrucci  | Ioda-Suter | 26     | +1 vuelta | 19     | 2  |
| 15        | 44     | David Salom      | BQR        | 26     | +1 vuelta | 21     | 1  |
| Ret       | 41     | Aleix Espargaró  | ART        | 23     | Retirado  | 14     |    |
| Ret       | 35     | Cal Crutchlow    | Yamaha     | 4      | Caída     | 3      |    |
| Ret       | 54     | Mattia Pasini    | ART        | 1      | Caída     | 17     |    |
| Ret       | 26     | Dani Pedrosa     | Honda      | 0      | Colisión  | 1      |    |
| Ret       | 8      | Héctor Barberá   | Ducati     | 0      | Colisión  | 13     |    |
| Ret       | 17     | Karel Abraham    | Ducati     | 0      | Caída     | 11     |    |
| Fuente:   |        |                  |            |        |           |        |    |

### Resultados Moto2
La carrera de Moto2 fue detenida en la tercera vuelta por una mancha de aceite provocada por la moto de Gino Rea. Fue reiniciada a 14 vueltas, el orden de salida fue determinado por la parrilla de salida inicial. El resultado final fue el determinado en la segunda parte.
| Pos.! N.º | Piloto | Constructor          | Vueltas  | Tiempo | Parrilla              | Puntos |    |
| --------- | ------ | -------------------- | -------- | ------ | --------------------- | ------ | -- |
| 1         | 93     | Marc Márquez         | Suter    | 14     | 23:11.278             | 1      | 25 |
| 2         | 40     | Pol Espargaró        | Kalex    | 14     | +0.359                | 2      | 20 |
| 3         | 29     | Andrea Iannone       | Speed Up | 14     | +1.634                | 5      | 16 |
| 4         | 36     | Mika Kallio          | Kalex    | 14     | +5.078                | 9      | 13 |
| 5         | 80     | Esteve Rabat         | Kalex    | 14     | +5.246                | 7      | 11 |
| 6         | 77     | Dominique Aegerter   | Suter    | 14     | +5.570                | 17     | 10 |
| 7         | 45     | Scott Redding        | Kalex    | 14     | +6.364                | 3      | 9  |
| 8         | 38     | Bradley Smith        | Tech 3   | 14     | +6.853                | 10     | 8  |
| 9         | 12     | Thomas Lüthi         | Suter    | 14     | +7.480                | 6      | 7  |
| 10        | 5      | Johann Zarco         | Motobi   | 14     | +7.989                | 15     | 6  |
| 11        | 30     | Takaaki Nakagami     | Kalex    | 14     | +8.560                | 4      | 5  |
| 12        | 60     | Julián Simón         | Suter    | 14     | +11.509               | 12     | 4  |
| 13        | 15     | Alex de Angelis      | FTR      | 14     | +18.329               | 20     | 3  |
| 14        | 71     | Claudio Corti        | Kalex    | 14     | +18.342               | 16     | 2  |
| 15        | 18     | Nicolás Terol        | Suter    | 14     | +18.568               | 23     | 1  |
| 16        | 81     | Jordi Torres         | Suter    | 14     | +18.687               | 18     |    |
| 17        | 49     | Axel Pons            | Kalex    | 14     | +18.862               | 21     |    |
| 18        | 63     | Mike Di Meglio       | Kalex    | 14     | +25.645               | 19     |    |
| 19        | 14     | Ratthapark Wilairot  | Suter    | 14     | +30.003               | 8      |    |
| 20        | 75     | Tomoyoshi Koyama     | Suter    | 14     | +33.121               | 25     |    |
| 21        | 23     | Marcel Schrötter     | Bimota   | 14     | +33.258               | 28     |    |
| 22        | 22     | Alessandro Andreozzi | Speed Up | 14     | +33.532               | 26     |    |
| 23        | 10     | Marco Colandrea      | FTR      | 14     | +47.303               | 29     |    |
| DSQ       | 95     | Anthony West         | Speed Up | 14     | (+32.439)             | 24     |    |
| Ret       | 72     | Yuki Takahashi       | FTR      | 8      | Colisión              | 11     |    |
| Ret       | 3      | Simone Corsi         | FTR      | 8      | Colisión              | 13     |    |
| Ret       | 19     | Xavier Siméon        | Tech 3   | 6      | Caída                 | 14     |    |
| Ret       | 82     | Elena Rosell         | Speed Up | 1      | Caída                 | 30     |    |
| Ret       | 8      | Gino Rea             | Suter    | 0      | Retirado en 1.ª parte | 22     |    |
| Ret       | 84     | Steven Odendaal      | AJR      | 0      | Caída en 1.ª parte    | 27     |    |
| DNS       | 4      | Randy Krummenacher   | Kalex    |        | Lesionado             |        |    |
| 1.        |        |                      |          |        |                       |        |    |
| Fuente:   |        |                      |          |        |                       |        |    |

### Resultados Moto3
| Pos.! N.º | Piloto | Constructor           | Vueltas     | Tiempo | Parrilla   | Puntos |    |
| --------- | ------ | --------------------- | ----------- | ------ | ---------- | ------ | -- |
| 1         | 11     | Sandro Cortese        | KTM         | 23     | 40:22.100  | 1      | 25 |
| 2         | 39     | Luis Salom            | Kalex KTM   | 23     | +0.467     | 5      | 20 |
| 3         | 5      | Romano Fenati         | FTR Honda   | 23     | +0.937     | 2      | 16 |
| 4         | 42     | Álex Rins             | Suter Honda | 23     | +0.974     | 17     | 13 |
| 5         | 25     | Maverick Viñales      | FTR Honda   | 23     | +1.145     | 11     | 11 |
| 6         | 94     | Jonas Folger          | Kalex KTM   | 23     | +1.180     | 6      | 10 |
| 7         | 7      | Efrén Vázquez         | FTR Honda   | 23     | +1.315     | 15     | 9  |
| 8         | 27     | Niccolò Antonelli     | FTR Honda   | 23     | +3.983     | 3      | 8  |
| 9         | 44     | Miguel Oliveira       | Suter Honda | 23     | +4.376     | 9      | 7  |
| 10        | 61     | Arthur Sissis         | KTM         | 23     | +10.872    | 10     | 6  |
| 11        | 63     | Zulfahmi Khairuddin   | KTM         | 23     | +14.499    | 8      | 5  |
| 12        | 52     | Danny Kent            | KTM         | 23     | +14.604    | 4      | 4  |
| 13        | 55     | Héctor Faubel         | Kalex KTM   | 23     | +14.880    | 13     | 3  |
| 14        | 23     | Alberto Moncayo       | FTR Honda   | 23     | +21.011    | 16     | 2  |
| 15        | 84     | Jakub Kornfeil        | FTR Honda   | 23     | +21.062    | 18     | 1  |
| 16        | 41     | Brad Binder           | Kalex KTM   | 23     | +21.777    | 14     |    |
| 17        | 19     | Alessandro Tonucci    | FTR Honda   | 23     | +24.493    | 7      |    |
| 18        | 9      | Toni Finsterbusch     | Honda       | 23     | +59.383    | 32     |    |
| 19        | 95     | Miroslav Popov        | Mahindra    | 23     | +59.685    | 33     |    |
| 20        | 71     | Michael Ruben Rinaldi | Honda       | 23     | +59.841    | 31     |    |
| 21        | 3      | Luigi Morciano        | Ioda        | 23     | +1:19.973  | 27     |    |
| 22        | 51     | Kenta Fujii           | TSR Honda   | 23     | +1:22.961  | 34     |    |
| 23        | 28     | Josep Rodríguez       | FTR Honda   | 23     | +1:23.080  | 28     |    |
| 24        | 33     | Stefano Valtulini     | Honda       | 21     | +2 vueltas | 29     |    |
| Ret       | 31     | Niklas Ajo            | KTM         | 21     | Retirado   | 24     |    |
| Ret       | 12     | Álex Márquez          | Suter Honda | 4      | Caída      | 25     |    |
| Ret       | 96     | Louis Rossi           | FTR Honda   | 3      | Retirado   | 12     |    |
| Ret       | 80     | Armando Pontone       | Ioda        | 3      | Caída      | 30     |    |
| Ret       | 30     | Giulian Pedone        | Suter Honda | 3      | Colisión   | 26     |    |
| Ret       | 8      | Jack Miller           | Honda       | 2      | Caída      | 21     |    |
| Ret       | 53     | Jasper Iwema          | FGR Honda   | 1      | Caída      | 22     |    |
| Ret       | 74     | Kevin Calia           | Honda       | 0      | Colisión   | 19     |    |
| Ret       | 89     | Alan Techer           | TSR Honda   | 0      | Colisión   | 20     |    |
| Ret       | 99     | Danny Webb            | Mahindra    | 0      | Colisión   | 26     |    |
| DNS       | 26     | Adrián Martín         | FTR Honda   |        | Lesionado  |        |    |
| Fuente:   |        |                       |             |        |            |        |    |